# Limbach (Westerwald)
Limbach település Németországban, Rajna-vidék-Pfalz tartományban. Lakosainak száma 419 fő (2023. december 31.).

## Népesség
A település népességének változása:
| Lakosok száma | 429  | 428  | 414  | 412  | 404  | 410  | 419  |
|               | 1975 | 2014 | 2017 | 2019 | 2021 | 2022 | 2023 |